# Parkesia
Parkesia es un género de aves paseriformes perteneciente a la familia Parulidae. 

## Especies
Según la Clasificación del Congreso Ornitológico Internacional (versión 2.7, 2011) contiene las siguientes especies:
- Parkesia noveboracensis
- Parkesia motacilla.